# Dexter Lumis
Samuel Shaw (Jacksonville, Florida; 17 de enero de 1984) es un luchador profesional que trabaja para la WWE en la marca SmackDown, bajo el nombre de Dexter Lumis. Anteriormente estuvo contratado por la Total Nonstop Action Wrestling (TNA), donde él es un exganador de su programa de prueba Gut Check. Shaw también es famoso por su tiempo en Ohio Valley Wrestling (OVW), donde ganó dos veces el Campeonato Sureño en Parejas de la OVW con el también ganador de Gut Check Alex Silva, mientras OVW actuó como el territorio de desarrollo de TNA.

## Carrera en lucha libre profesional

### Carrera temprana
Después de entrenar con Curtis Hughes en la WWA4 Wrestling School, Shaw hizo su debut en lucha libre el 21 de septiembre de 2007 en World Wrestling League, donde se unió a Tookie Tucker para derrotar a Marco Cordova y Otis Idol en una lucha en parejas. Shaw perdió ante Bruce Santee en 3 de agosto de 2009 en Full Impact Pro. El 21 de agosto de 2010 se enfrentó a VFX en Victory Pro Wrestling en una lucha por el Campeonato del Estado de Nueva York de la VPW y también formó parte de un 23-Man Gold Rush Rumble y perdió ambas luchas. El 18 de mayo Shaw hizo equipo con QT Marshall en una derrota ante The Briscoes en Ring of Honor.

### Circuito independiente (2010–2012)
El 18 de abril de 2010, Shaw debutó para Vintage Wrestling derrotando a Nooie Lee en su debut. Poco más de un mes más tarde el 30 de mayo, Shaw derrotó a Glacier para convertirse en el primer Campeón Peso Pesado de la promoción. Durante los meses siguientes Shaw defendería su campeonato en múltiples ocasiones contra oponentes tales como Tyson Tomko y Jesse Neal. Shaw finalmente perdería el campeonato ante Thomas Marr el 2 de febrero de 2011. El 17 de abril, Shaw se convertiría en campeón por segunda vez después de ganar el campeonato vacante y lo perdería ante Jesse Neal el 11 de septiembre. En 2011, Shaw participó en el torneo King Of The State y alcanzó la final antes de perder ante Francisco Ciatso. El 14 de mayo, Shaw ganaría su tercer Campeonato Peso Pesado Vintage derrotando a Aaron Epic. El 3 de septiembre, Shaw formaría parte de un Title vs. Title Match donde estaban en juego el Campeonato Peso Pesado Vintage y el Campeonato de la Internet Vintage, Shaw ganó la lucha después de que Simon Sez fuera descalificado, lo que también significó que el campeonato no podría cambiar de manos. Él perdió el Campeonato Peso Pesado Vintage ante Francisco Ciatso el 6 de junio de 2012. Su última lucha para la compañía se llevó a cabo un mes más tarde en un Fatal Four-Way Match por el Campeonato Peso Pesado Vintage que Milo Beasley ganó.
El 8 de agosto de 2011, en su lucha de debut para Florida Underground Wrestling, se enfrentó a Romeo Razel y Sideshow en un Three Way Match y ganó, esto lo conduciría a una oportunidad por el Campeonato Peso Pesado de la FUW ante el campeón, Bruce Santee, que Shaw perdió. El 28 de junio de 2012 se enfrentó a Wes Brisco por el Campeonato Cubano Peso Pesado de la FUW, que perdió. Su última lucha para FUW fue una victoria el 30 de junio contra James Alexander.

### Total Nonstop Action Wrestling

#### 2010
La primera aparición de Shaw para Total Nonstop Action Wrestling fue el 8 de agosto de 2010 en Hardcore Justice como Lupus, Shaw atacó a Tommy Dreamer en su lucha contra Raven antes de que fuera atacado por el árbitro especial Mick Foley con una «Mandible Claw». La primera lucha de Shaw para Total Nonstop Action Wrestling vino al día siguiente el 9 de agosto de 2010, en un dark match contra Jesse Neal que perdió. En el episodio del 30 de diciembre de TNA Impact!, Shaw acompañó a Jeff Jarrett al ring como parte de su comitiva en su $100,000 Double J MMA Challenge contra Little Red.

#### 2012–2013
En 2012, Shaw fue un participante en el Gut Check mensual en Impact Wrestling. Aunque sus posibilidades fueron casi arruinadas después de que fuera atacado por Aces & Eights, Shaw tuvo una segunda oportunidad a la semana siguiente y fue derrotado por Doug Williams en su Gut Check Match. Los jueces de Gut Check quedaron impresionados y premiaron a Shaw con un contrato y un lugar en el plantel de la TNA. En realidad, Shaw firmó un contrato de desarrollo. Shaw regresó a Impact Wrestling el 22 de noviembre, derrotando al también ganador de Gut Check Alex Silva.
El 12 de enero de 2013, Shaw apareció en TNA X-Travaganza, luchando en un Xscape Match de siete hombres, que fue ganado por Christian York, que se transmitió el 5 de abril de 2013. El 17 de marzo de 2013, Shaw apareció en TNA Hardcore Justice 2 donde formó parte de un Hardcore Gauntlet Battle Royal de nueve hombres, que fue ganada por Shark Boy, que se transmitió el 5 de julio de 2013. Shaw volvió en la edición del 23 de mayo de 2013 de Impact Wrestling derrotar a Alex Silva (por decisión ya que Aces & Eights atacaron a Silva) para avanzar a la final del torneo del Bound for Glory Series para enfrentar a Jay Bradley en Slammiversary. Shaw perdió ante Bradley en Slammiversary.
El 21 de noviembre durante Impact Wrestling: Turning Point, Shaw apareció en una entrevista en su casa con Christy Hemme. Durante la entrevista, él pidió ser llamado Samuel Shaw y también interpretó un personaje similar al de Patrick Bateman de la película y libro American Psycho, así como vistiendo un atuendo similar a las ropas usadas por Dexter Morgan.

#### 2014–2015
En el episodio del 2 de enero de 2014 de Impact Wrestling, Shaw debutó derrotando a Norv Fernum vía sumisión, durante la cual le hizo miradas continuas a Hemme, quien estaba en el ringside. Shaw más tarde se convirtió en un fan obsesionado de Hemme y empezó a pedirle a salir en citas, incluyendo una en su casa donde se mostró cómo Shaw tenía un cuarto lleno de afiches y fotos de Hemme. En el episodio del 6 de febrero de Impact Wrestling, Hemme enfrentó a Shaw sobre el maniquí y el cuarto lleno de pósteres. En el episodio del 20 de febrero de Impact Wrestling, Shaw atacó a Mr. Anderson en una rabia después de ver a Hemme y Anderson conversar durante varios minutos. Shaw entonces se llevó Hemme después de que accidentalmente fuera atrapada en la pelea y fuera herida. En el episodio del 27 de febrero de Impact Wrestling, Shaw intentó explicarse ante Hemme. Después de fracasar y ser interrumpido por Mr. Anderson, Shaw se solidificaría a sí mismo como un heel después de usar a Hemme como un escudo para defenderse de Mr. Anderson quien estaba tratando de vengarse por la ocurrido la semana anterior. Shaw usaría su movimiento final «Kata-gatame» para asfixiar a Mr. Anderson. En la edición del 6 de marzo de Impact Wrestling, Samuel Shaw se enfrentó contra Eric Young con Mr. Anderson reemplazando a Hemme como el anunciador del ring para la lucha. La presencia de Anderson en el ringside terminó costándole a Shaw la lucha tras ser descalificado debido a una distracción de Anderson. Después de la lucha, Shaw asfixió a Anderson como la semana pasada y luego afirmó que "iba a reclamar lo que era suyo," y se dirigió rumbo a los camerinos donde Hemme había estado viendo mediante un monitor. En Lockdown el 9 de marzo de 2014, Shaw derrotó a Mr. Anderson después de escapar de la jaula tras usar a Christy Hemme como una distracción tras meter a Hemme a través de un corte en la jaula de acero, Anderson exitosamente rescató Hemme pero fue capturado en el «Kata-gatame» de Shaw. El árbitro previamente inconsciente sólo vio a Samuel Shaw escapar de la jaula, y así lo declaró el vencedor. Shaw perdió una revancha contra Anderson en el siguiente Impact Wrestling, trayendo un maniquí vestido como Christy Hemme al ring. En el episodio del 3 de abril de Impact Wrestling, Shaw derrotó a Mr. Anderson en un Straitjacket Match después de dejarlo inconsciente tras dos intentos de «Kata-gatame». En Sacrifice, Anderson derrotó a Shaw en un Committed Match, en donde él puso a Shaw en una camioneta hacia una institución psiquiátrica.
La próxima vez que Shaw apareció en televisión fue en el episodio del 22 de mayo de Impact Wrestling, en el centro psiquiátrico. Un hombre le dijo a Shaw que tenía una visita que más tarde se reveló como Gunner. Gunner dijo que iba a ayudarlo con su obsesión con Hemme y con su locura. Durante las semanas siguientes, fueron mostrados segmentos en los cuales Gunner trató de ayudar a Shaw de varias maneras, explicando a Shaw que él entendía lo que le estaba pasando y participando en diversas actividades como mirar los dibujos de Shaw y jugar cartas con él, lo que finalmente condujo a Shaw a ser liberado bajo la supervisión de Gunner en el episodio del 26 de junio de Impact Wrestling. El 3 de julio, volvería como un face y le pidió disculpas a Christy Hemme sobre sus relación y Mr. Anderson le dio a Shaw otra oportunidad de ser amigos después de que él siguiera la supervisión de Gunner.
Cuando Shaw completó la supervisión de Gunner, ambos comenzaron a formar equipo y participaron en un torneo para clasificar a los retadores por los Impact! Tag Team Championship. En el episodio del 7 de agosto, Shaw hizo equipo con Mr. Anderson y Gunner para enfrentarse ante The BroMans en un Xplosion Match, pero fueron derrotados. Dos semanas después, Shaw fue derrotado por Anderson en un "I Quit" Match para concluir el feudo entre ambos.
A mediados de septiembre, Shaw y Gunner se enfrentaron ante Magnus y Bram en un Tag Team Match, donde fueron derrotados luego de que Bram cubriera a Gunner. Durante las siguientes semanas, Shaw empezó a preocuparse por el estado de salud de Gunner, quien dijo que siguiera adelante mientras se recuperaba. En el episodio del 24 de septiembre, Shaw fue derrotado por Abyss en un NYC Gold Rush Match para una futura oportunidad titular por el TNA World Championship. 
A principios de octubre, Shaw empezó a recibir muestras de afecto de una misteriosa mujer (similares a los que Shaw le regaló durante su storyline con Christy Hemme) quien comenzó a acompañarlo durante un NO DQ Match que tuvo contra Bram en el episodio del 8 de octubre, en el cual fue derrotado. En el episodio del 22 de octubre, se reveló que la misteriosa mujer llamada Britanny, provocó que Shaw se volviera heel al atacar a Gunner durante un Tag Tournament contra Low Ki y Samoa Joe, formando una pareja y alianza con Britanny.
En el episodio del 5 de noviembre, Shaw explicó que estaba harto de que Gunner le provocaba siempre derrotas y todo lo que dijera sobre él era mentira, pero que gracias a su nueva relación con Britanny le hizo entrar en razón porque ella aceptaba tanto su trabajo como su forma de luchar. Gunner interrumpió diciendo que Shaw nunca cambió y se decidiría a enfrentarse contra él para arreglar sus problemas. Shaw perdió ante Gunner en un Street Fight Match en el episodio del 12 de noviembre.
Después de esto, Shaw volvió a competir individualmente luego de que a finales de diciembre, Impact liberara a Britanny de su contrato, finalizando su alianza y estuvo ausente durante un tiempo hasta que se enfrentó contra Crimson en el episodio del 19 de mayo, saliendo victorioso con su clásico remate: el Kata-gatame.
Un mes después, Shaw fue liberado de su contrato con Impact! Wrestling.

### Regreso al circuito independiente (2015–2019)
En mayo de 2015, Shaw debutó para Vintage Wrestling. En su primera lucha el 16 de mayo de 2015, Shaw derrotó a Nick Fame y al día siguiente el 17 de mayo de 2015, Shaw, BeastMode (Biff Slater y Don Máximo), Leo Gold y Mike Cruz se enfrentaron a The Dark City Fight Club (Jon Davis y Kory Chavis), Francisco Ciatso, Simon Sez y The Afro Boy en un esfuerzo por perder. En septiembre de 2016, Shaw debutó para Full Throttle Pro Wrestling. En su primera lucha el 17 de septiembre de 2016, Shaw derrotó a Shannon Moore. El 23 de junio de 2018, Shaw derrotó a M.V.P. Y Papadon para ganar el Campeonato FTPW vacante. Perdería el título el 20 de octubre de 2018 contra Barrington Hughes en una lucha que también incluyó a Shannon Moore. El 18 de marzo de 2017 en Tried N True / Global Force Wrestling The Art Of War II, Shaw derrotó a Crimson para convertirse en el campeón inaugural de TNT. Shaw mantuvo el título 658 días hasta que lo perdió ante Crazzy Steve en el NWA Pop-Up Event el 5 de enero de 2019.El 21 de octubre de 2018 en la National Wrestling Alliance de NWA 70th Anniversary Show, Shaw derrotó a Colt Cabana, Sammy Guevara y Scorpio Sky en un combate Fatal 4-Way para ir a una lucha por el vacante NWA National Championship más tarde esa noche. Sin embargo, fue derrotado por Willie Mack en las finales. El 9 de diciembre, Shaw fue derrotado en una revancha por el campeonato de Mack en Championship Wrestling From Hollywood.

### WWE

#### 2019
Se anunció el 11 de febrero de 2019 que Shaw firmó un contrato con WWE y comenzaría a trabajar en el WWE Performance Center.Debutó en la marca NXT el 16 de marzo, perdiendo ante Fabian Aichner. Después de debutar con su nombre real, su nombre artístico cambió a Dexter Lumis en el mes de junio. Incluso ese mismo mes se reveló que Lumis lucharía en un torneo llamado NXT Breakout Tournament. En el episodio del 17 de julio de NXT, Lumis perdió en la primera ronda del torneo ante Bronson Reed. 

#### 2020
Después de una ausencia de casi un año, en el episodio del 25 de marzo en NXT, se emitiría un video package, promoviendo el regreso de Lumis. La semana siguiente haría su regreso derrotando a Jake Atlas. 
En el siguiente episodio de NXT transmitido el 22 de abril de 2020, Lumis cambiaría a face ayudando a The Velveteen Dream a derrotar a The Undisputed Era en un Tag team después de que Damian Priest atacara al compañero de equipo de Dream, Keith Lee. En el episodio del 6 de mayo de NXT, Lumis una vez más ayudaría a Dream esta vez en un combate por el Campeonato de NXT ante Adam Cole, pero accidentalmente noqueó al árbitro interviniendo en un ataque de la Undisputed Era, y este acontecimiento hizo que Dream se distrajera lo cual le costó el combate y el Campeonato de NXT. En el episodio del 3 de junio de NXT, Lumis presentó un nuevo elemento artístico cuando sacó un caballete de arte y dibujó un boceto que representaba a sí mismo conduciendo un automóvil con la Undisputed Era atrapada en la cubierta trasera. Después el 7 de junio en el evento NXT TakeOver: In Your House, Lumis interferiría en el combate de Backlot Brawl entre Cole y Dream mientras este atacaba a Roderick Strong y Bobby Fish, metiéndoselos en la cubierta trasera de un automóvil y alejándose con ellos estando dentro. Tiempo después, en el episodio del 10 de junio de NXT, Lumis perdería ante Cole en una pelea no titular tras una distracción por parte de Strong y Fish. Después del combate, Lumis atacó a Strong y lo persiguió entre bastidores.
En el episodio especial de NXT del 1 de julio, "NXT: Great American Bash", Lumis derrotaría a Strong en un Strap Match. Al terminar el mes, en el episodio del 29 de julio de NXT, Lumis derrotaría a Timothy Thatcher y Finn Bálor para clasificar en un combate por una oportunidad por el Campeonato Norteamericano de NXT en el NXT TakeOver: XXX.
Pero en el episodio del 5 de agosto de NXT, William Regal anunciaría que Lumis desafortunadamente se lesionó el tobillo en el respectivo combate clasificatorio, por lo que no participaría en el NXT TakeOver: XXX.
Después de estar inactivo durante dos meses, Lumis hizo su regreso en el episodio del 7 de octubre, respondiendo un reto abierto de Austin Theory, a quien derrotó por sumisión. La siguiente semana, Lumis se enfrentó a Damian Priest por el Campeonato Norteamericano de NXT, pero perdió la lucha por una interferencia de Cameron Grimes, quien fue atacado por Priest después del combate, empezando un feudo con Grimes. En el episodio del 21 de octubre se anunció un combate entre Lumis y Grimes para el episodio especial de NXT: Halloween Havoc, donde Lumis derrotó a Grimes en un Haunted House Of Terror Match.
En el episodio del 11 de noviembre, Lumis tuvo un careo con Timothy Thatcher, quien le destruyó su obra de arte durante un altercado que tuvo con August Grey, lo cual estableció un combate individual entre Lumis y Thatcher esa misma noche, pero por una distracción de Grimes perdió el combate. La siguiente semana, se enfrentaron en un Blindfold Match el cual terminó sin decisión luego de que Grimes atacará accidentalmente al árbitro. Debido a que asustó a Grimes antes de que comenzara la lucha en el episodio del 22 de noviembre, el gerente general de NXT William Regal pactó un Strap Match entre ellos en el evento NXT TakeOver WarGames, en el cual salió victorioso tras dejar inconsciente a Grimes con un Silence. Su rivalidad terminó cuando Grimes sufrió una lesión en sus rodillas, lo que lo dejaría fuera de acción durante dos meses.
A finales de diciembre, Lumis anunció por medio de sus bocetos (los cuales mostraban un mensaje muy importante) de arte que sería el anfitrión del episodio especial de NXT: New Year's Evil.

#### 2021-2022
En el episodio del 6 de enero, Lumis abrió el show especial llamado New Year´s Evil fungiendo como anfitrión y como comentarista invitado, respectivamente. La semana siguiente, Lumis derrotó al Campeón Norteamericano Johnny Gargano en una lucha no titular por descalificación, debido a una interferencia de Austin Theory. Sin embargo, Lumis recibió ayuda de KUSHIDA (quien tenía un feudo con Gargano) y atacaron a Theory y Gargano con sus llaves de sumisión. Debido a esto, Lumis empezó un feudo con Gargano en base al NXT North American Championship.
En el evento de NXT: Vengeance Day, Lumis secuestró a Theory sin que The Way se percatará (kayfabe), hasta que Theory fue encontrado y rescatado por Gargano dos semanas después. En el episodio del 24 de febrero, Lumis derrotó a Johnny Gargano en un combate no titular, a pesar de las interferencias de Candice LeRae, Austin Theory e Indi Hartwell, esta última aparentando seducirlo. Este combate le valió otra oportunidad por el Campeonato Norteamericano de NXT.
Después de desarrollar tensiones con The Way durante las siguientes semanas, Lumis se enfrentó ante Theory en el episodio del 17 de marzo una lucha individual, saliendo victorioso. Dos semanas después, Lumis formó parte de un 12-Man Gauntlet Eliminator Match en el episodio del 31 de marzo, donde fue el penúltimo eliminado por LA Knight. Sin embargo, junto con Leon Ruff, Isaiah "Swerve" Scott, Bronson Reed, Cameron Grimes y LA Knight, participarían en el evento de NXT TakeOver: Stand & Deliver donde el ganador recibirá una oportunidad titular por el NXT North American Championship de Johnny Gargano en la noche siguiente del evento. En el evento, Lumis fue el segundo eliminado por Knight, a quien atacó después del combate. Más adelante, la lucha fue ganada por Bronson Reed.
En el episodio del 13 de abril, Lumis se asoció con Bronson Reed y las NXT Women's Tag Team Championship Shotzi Blackheart y Ember Moon para enfrentarse ante The Way (Johnny Gargano, Candice LeRae, Austin Theory e Indi Hartwell) en un Eight-Person Mixed Tag Match, donde salieron victoriosos luego de que Reed cubriera a Theory. Durante el combate, Lumis se llevó a Hartwell mientras esta fingía estar desmayada, aumentando la atracción entre ambos. En el episodio del 20 de abril, Lumis se enfrentó ante LA Knight en una lucha individual, donde fue derrotado debido a la presencia de Hartwell. A pesar de esto, se veían tras bastidores después de las luchas.
En un combate que tuvieron las Campeonas Femeninas en Parejas, estas recibieron obsequios supuestamente de Lumis, lo que causó la ira de Hartwell y LeRae quienes las atacaron con los mismos, y llevando a Hartwell a alejarse de Lumis. La semana siguiente, ambas integrantes de The Way se burlaron de Lumis sin sospechar que uno de los masajistas del spa en donde se encontraban era el mismo Lumis, quien quedó completamente decepcionado. Sin embargo, LeRae le reveló a Hartwell que ella le entregó los regalos a Moon y Blackheart para separarla de Lumis, lo que ilusionó a su compañera. En el episodio del 25 de mayo, Hartwell buscó a Lumis para disculparse, pero solo encontró un cuarto con ilustraciones tristes de este. El 8 de junio, Lumis encaró a Poppy para ofrecerle uno de sus dibujos, la cual le devolvió un fuerte abrazo ante la decepcionada mirada de Hartwell y el asombro de Triple H y William Regal
Sin embargo el 6 de julio en WWE The Great American Bash 2021, Lumis volvió a llevarse a Hartwell en brazos tras haber perdido ésta junto a LeRae el Campeonato Femenino en Parejas ante Io Shirai y Zoey Stark. Una semana después, tras una lucha contra Santos Escobar, fue el propio Lumis el que fue cargado en brazos por Hartwell hasta que fueron interrumpidos por The Way, quienes se la llevaron. A finales del mes Hartwell le propuso a The Way una lucha entre Lumis y Gargano en el que si el primero ganaba, la relación entre él y Hartwell se oficializaría, pero si perdía, Hartwell tenía que olvidarse de él.
En el episodio del 3 de agosto, Gargano derrotó a Lumis, aparentemente finalizando la relación, sin embargo, Hartwell se rebeló y besó a Lumis. El 10 del mismo mes, ambos tuvieron una cita, constantemente interrumpida por The Way. Luego de esto, la pareja tuvo su respectiva despedida de solteros por su género y Gargano, aceptó que tanto Lumis como Hartwell se casarían.
En el episodio inaugural de NXT 2.0 del 14 de septiembre, en el Capitol Wrestling Center de Orlando, Florida, contrae matrimonio con la también luchadora Indi Hartwell y haciéndolo parte de The Way
Durante un enfrentamiento que tuvo con Tony D'Angelo, quien lo derrotaría en un combate individual, fue atacado por Camelo Hayes y Trick Williams, quienes le causaron una pequeña lesión en la mano que lo obligó a estar ausente durante semanas. Regresaría a finales de diciembre para enfrentarse ante los hombres que le lesionaron la mano, ante los cuales culminaría su feudo al ganarles por descalificación. Tras la salida de Johnny Gargano de NXT y la ausencia de Candice LeRae por licencia de maternidad, Lumis y Hartwell comenzarían a aparecer como pareja, poniendo punto final a The Way.
A comienzos de enero, Lumis se enfrentó ante Grayson Waller en una lucha individual, en donde fue derrotado debido a una interferencia de Sanga, el nuevo guardaespaldas de Waller.
En febrero, aparecería con Hartwell en segmentos durante los cuales, mostraban a luchadores como conquistar chicas por medio de poemas, entre otras cosas.
En marzo, Lumis tuvo un enfrentamiento con D'Angelo nuevamente, donde fue derrotado a pesar de tener a Hartwell, Persia Pirotta y Duke Hudson como acompañantes en ringside. Luego de esto, comenzaron a tener fricciones las dos parejas, lo que pactó una lucha entre Hartwell y Pirotta en un combate individual, el cual fue ganado por Hartwell ya que Lumis apareció de la nada y después de esto, las dos parejas se besaron para saber quien era la más atractiva . 
En abril, Lumis y Hudson se enfrentaron en un combate individual que terminó sin ganador debido a que ambos recibieron la cuenta de diez fuera pese a la ayuda de sus respectivas novias. Sin embargo, dejaron de lado sus diferencias y Lumis y Hudson intentarían ganar una oportunidad por los campeonatos en parejas al retar a Pretty Deadly en un combate por equipos, pero fueron derrotados, siendo esta su última aparición en NXT.
Tras varios meses sin tener aparición en la televisión, y por supuesto por su bajo competitivo, el 29 de abril del 2022, como parte de una décima ronda de despidos ejecutados por la WWE, causados por la Pandemia por COVID-19, fue liberado de su contrato, poniéndole fin a la storyline de su matrimonio y pareja con Indi Hartwell, la cual acabó la semana siguiente. Un mes después de su liberación, se dio a conocer que la razón por la que lo despidieron fue que el exluchador y productor de WWE Road Dogg (quien también fue despedido) dijo que era debido a su edad, ya que la marca NXT 2.0 traían nuevos talentos y tenían que tener como mínimo menos de 35 años. Lumis tenía 38 años y antes de que le comunicaron que había sido despedido, agradeció a Vince McMahon y la WWE por todo el apoyo que le dieron durante su carrera como luchador en su perfil de Twitter. Ahora tendrá que cumplir la cláusula de no competencia por 30 días para firmar en futuras promociones de lucha libre profesional, volviendo a competir nuevamente bajo el nombre de Samuel Shaw.

### National Wrestling Alliance (2022)
Debutó en Alwayz Ready, enfrentándose a Nick Aldis, Trevor Murdoch y a Thom Latimer por el vacante Campeonato Mundial Peso Pesado de NWA, sin embargo perdió. En el NWA USA emitido el 18 de julio, derrotó a Mercurio por rendición.

### Regreso a WWE (2022-presente)
Lumis regresó a la WWE en el episodio del 8 de agosto del 2022 de Monday Night Raw. Su regreso estuvo precedido por referencias sutiles, como un accidente automovilístico durante un segmento detrás del escenario, así como policías corriendo hacia la fuente del problema. Se le pudo ver entre la multitud al final del evento principal entre AJ Styles y The Miz, donde los agentes de policía lo arrestaron y se lo llevaron ante la mirada de Styles.
En el SmackDown WrestleMania Edition, participó en el André the Giant Memorial Battle Royal, eliminando a ma.çé, sin embargo fue eliminado por Madcap Moss.
Lumis regresó brevemente a NXT el 1 de abril con una aparición en NXT Stand & Deliver, ayudando a quien fuese su esposa en el kayfabe, Indi Hartwell, a subir la escalera en un Ladder Match para ganar el Campeonato Femenino de NXT. Un mes después, volvería a aparecer en NXT en el episodio del 2 de mayo para ayudar a Hartwell, esta vez para alejarla del ring mientras ella renunciaba al título debido a una lesión que había sufrido en un combate una semana antes. 
Más tarde en el Draft, Lumis fue seleccionado por la marca Raw. En el episodio de Raw del 15 de mayo, participó en el 20-Man Battle Royal por una oportunidad al Campeonato Mundial Intercontinental de GUNTHER en Night Of Champions, eliminando a Baron Corbin, sin embargo fue eliminando por ma.çé & man.şöòŕ, aunque después los intimidó con su mirada y los siguió por la rampa.

## Campeonatos y logros
- Full Throttle Pro Wrestling
  - FTPW Championship (1 vez)[37]

- Ohio Valley Wrestling
  - OVW Southern Tag Team Championship (2 veces) – con Alex Silva[38]

- Total Nonstop Action Wrestling
  - Ganador del TNA Gut Check[39]

- Tried-N-True Pro
  - TNT Championship (1 vez)[40]

- United States Wrestling Alliance
  - USWA Championship (1 vez)[41]

- Vintage Wrestling
  - Vintage Heavyweight Championship (3 veces)[42]

- WWE
  - WWE Tag Team Championship (1 vez, actual) - con Joe Gacy

- Pro Wrestling Illustrated
  - Situado en el N°199 en los PWI 500 de 2013
  - Situado en el N°151 en los PWI 500 de 2014
  - Situado en el N°247 en los PWI 500 de 2015
  - Situado en el N°205 en los PWI 500 de 2020
  - Situado en el N°142 en los PWI 500 de 2021